# Hapoel Ironi Kiryat Shmona FC
El Hapoel Ironi Kiryat Shmona FC (hebreu: מועדון כדורגל הפועל עירוני קרית שמונה‎) és un club de futbol israelià de la ciutat de Qiryat Xemonà.

## Història
El club va ser fundat l'any 2000 per al fusió de Hapoel Kiryat Shmona i Maccabi Kiryat Shmona. El club ha assolit importants èxits durant els anys 2010, destacant la lliga la temporada 2011-12, i la copa nacional la temporada 2013-14.

## Palmarès
- Lliga israeliana de futbol: 
  - 2011-12

- Copa israeliana de futbol: 
  - 2013-14

- Copa Toto
  - 2010-11, 2011-12

- Supercopa israeliana de futbol: 
  - 2015